# Przywódcy państw i terytoriów zależnych w 2010
Przywódcy państw i terytoriów zależnych w 2010 – lista przywódców państw i terytoriów zależnych w roku 2010.

## Afryka
- Algieria
  - Prezydent – Abdelaziz Bouteflika, Prezydenci Algierii (1999–2019)
  - Premier – Ahmad Ujahja, Premierzy Algierii (2008–2012)

- Angola
  - Prezydent – José Eduardo dos Santos, Prezydenci Angoli (1979–2017)
  - Premier – Paulo Kassoma, Premierzy Angoli (2008–2010)

- Benin
  - Prezydent – Yayi Boni, Prezydenci Beninu (2006–2016)

- Botswana
  - Prezydent – Seretse Ian Khama, Prezydenci Botswany (2008–2018)

- Brytyjskie Terytorium Oceanu Indyjskiego (terytorium zamorskie Wielkiej Brytanii)
  - Komisarz – Colin Roberts, Komisarze Brytyjskiego Terytorium Oceanu Indyjskiego (2008–2012)
  - Administrator – Joanne Mary Yeadon, Administratorzy Brytyjskiego Terytorium Oceanu Indyjskiego (2007–2011)

- Burkina Faso
  - Prezydent – Blaise Compaoré, Prezydenci Burkina Faso (1987–2014)
  - Premier – Tertius Zongo, Premierzy Burkina Faso (2007–2011)

- Burundi
  - Prezydent – Pierre Nkurunziza, Prezydenci Burundi (2005–2020)

- Czad
  - Prezydent – Idriss Déby, Prezydenci Czadu (1990–2021)
  - Premier –
    1. Youssouf Saleh Abbas, Premierzy Czadu (2008–2010)
    2. Emmanuel Nadingar, Premierzy Czadu (2010–2013)

- Demokratyczna Republika Konga
  - Prezydent – Joseph Kabila, Prezydenci Demokratycznej Republiki Konga (2001–2019)
  - Premier – Adolphe Muzito, Premierzy Demokratycznej Republiki Konga (2008–2012)

- Dżibuti
  - Prezydent – Ismail Omar Guelleh, Prezydenci Dżibuti (od 1999)
  - Premier – Dileita Mohamed Dileita, Premierzy Dżibuti (2001–2013)

- Egipt
  - Prezydent – Husni Mubarak, Prezydenci Egiptu (1981–2011)
  - Premier – Ahmad Nazif, Premierzy Egiptu (2004–2011)

- Erytrea
  - Prezydent – Isajas Afewerki, Prezydenci Erytrei (od 1993)

- Etiopia
  - Prezydent – Girma Woldegiorgis, Prezydenci Etiopii (2001–2013)
  - Premier – Meles Zenawi, Premierzy Etiopii (1995–2012)

- Gabon
  - Prezydent – Ali Bongo Ondimba, Prezydenci Gabonu (2009–2023)
  - Premier – Paul Biyoghé Mba, Premierzy Gabonu (2009–2012)

- Gambia
  - Prezydent – Yahya Jammeh, Prezydenci Gambii (1994–2017)

- Ghana
  - Prezydent – John Atta-Mills, Prezydenci Ghany (2009–2012)

- Gwinea
  - Prezydent –
    1. Sékouba Konaté, P.o. prezydenta Gwinei (2009–2010)
    2. Alpha Condé, Prezydenci Gwinei (2010–2021)

  - Premier –
    1. Kabiné Komara, Premierzy Gwinei (2008–2010)
    2. Jean-Marie Doré, Premierzy Gwinei (2010)
    3. Mohamed Saïd Fofana, Premierzy Gwinei (2010–2015)

- Gwinea Bissau
  - Prezydent – Malam Bacai Sanhá, Prezydenci Gwinei Bissau (2009–2012)
  - Premier – Carlos Gomes Júnior, Premierzy Gwinei Bissau (2009–2012)

- Gwinea Równikowa
  - Prezydent – Teodoro Obiang Nguema Mbasogo, Prezydenci Gwinei Równikowej (od 1979)
  - Premier – Ignacio Milam Tang, Premierzy Gwinei Równikowej (2008–2012)

- Kamerun
  - Prezydent – Paul Biya, Prezydenci Kamerunu (od 1982)
  - Premier – Philémon Yang, Premierzy Kamerunu (2009–2019)

- Kenia
  - Prezydent – Mwai Kibaki, Prezydenci Kenii (2002–2013)
  - Premier – Raila Odinga, Premierzy Kenii (2008–2013)

- Komory
  - Prezydent – Ahmed Abdallah Sambi, Prezydenci Komorów (2006–2011)

- Kongo
  - Prezydent – Denis Sassou-Nguesso, Prezydenci Konga (od 1997)

- Lesotho
  - król – Letsie III, Królowie Lesotho (od 1996)
  - Premier – Bethuel Pakalitha Mosisili, Premierzy Lesotho (1998–2012)

- Liberia
  - Prezydent – Ellen Johnson-Sirleaf, Prezydenci Liberii (2006–2018)

- Libia
  - Przywódca Rewolucji 1 Września – Mu’ammar al-Kaddafi, Przywódcy Libii (1969–2011)
  - Głowa państwa –
    1. Imbarak Abd Allah asz-Szamich, Sekretarz Generalny Powszechnego Kongresu Ludowego Libii (2009–2010)
    2. Mohamed Abdul Quasim al-Zwai, Sekretarz Generalny Powszechnego Kongresu Ludowego Libii (2010–2011)

  - Premier – Al-Baghdadi Ali al-Mahmudi, Sekretarze Generalnego Komitetu Ludowego Libii (2006–2011)

- Madagaskar
  - Głowa państwa – Andry Rajoelina, Prezydent Wysokiej Władzy Przejściowej (2009–2014)
  - Premier – Albert Camille Vital, Premierzy Madagaskaru (2009–2011)

- Majotta (departament zamorski Francji)
  - Prefekt – Hubert Derache, Prefekci Majotty (2009–2011)
  - Przewodniczący Rady Generalnej – Ahmed Attoumani Douchina, Przewodniczący Rady Generalnej Majotty (2008–2011)

- Malawi
  - Prezydent – Bingu wa Mutharika, Prezydenci Malawi (2004–2012)

- Mali
  - Głowa państwa – Amadou Toumani Touré, Prezydenci Mali (2002–2012)
  - Premier – Modibo Sidibé, Premierzy Mali (2007–2011)

- Maroko
  - Król – Muhammad VI, Królowie Maroka (od 1999)
  - Premier – Abbas al-Fasi, Premierzy Maroka (2007–2011)
  -  Sahara Zachodnia (państwo nieuznawane)
    - Prezydent – Muhammad Abd al-Aziz, Prezydenci Sahary Zachodniej (1976–2016)
    - Premier – Abd al-Kadir Talib Umar, Premierzy Sahary Zachodniej (2003–2018)

- Mauretania
  - Prezydent – Muhammad uld Abd al-Aziz, Prezydenci Mauretanii (2009–2019)
  - Premier – Maulaj uld Muhammad al-Aghzaf, Premierzy Mauretanii (2008–2014)

- Mauritius
  - Prezydent – Anerood Jugnauth, Prezydenci Mauritiusa (2003–2012)
  - Premier – Navin Ramgoolam, Premierzy Mauritiusa (2005–2014)

- Mozambik
  - Prezydent – Armando Guebuza, Prezydenci Mozambiku (2005–2015)
  - Premier –
    1. Luisa Diogo, Premierzy Mozambiku (2004–2010)
    2. Aires Ali, Premierzy Mozambiku (2010–2012)

- Namibia
  - Prezydent – Hifikepunye Pohamba, Prezydenci Namibii (2005–2015)
  - Premier – Nahas Angula, Premierzy Namibii (2005–2012)

- Niger
  - Prezydent –
    1. Mamadou Tandja, Prezydenci Nigru (1999–2010)
    2. Salou Djibo, Przewodniczący Rady Najwyższej na rzecz Przywrócenia Demokracji (2010–2011)

  - Premier –
    1. Ali Badjo Gamatié, Premierzy Nigru (2009–2010)
    2. Mahamadou Danda, Premierzy Nigru (2010–2011)

- Nigeria
  - Prezydent –
    1. Umaru Yar’Adua, Prezydenci Nigerii (2007–2010)
    2. Goodluck Jonathan, Prezydenci Nigerii (2010–2015)

- Południowa Afryka
  - Prezydent – Jacob Zuma, Prezydenci Południowej Afryki (2009–2018)

- Republika Środkowoafrykańska
  - Prezydent – François Bozizé, Prezydenci Republiki Środkowoafrykańskiej (2003–2013)
  - Premier – Faustin-Archange Touadéra, Premierzy Republiki Środkowoafrykańskiej (2008–2013)

- Republika Zielonego Przylądka
  - Prezydent – Pedro Pires, Prezydenci Republiki Zielonego Przylądka (2001–2011)
  - Premier – José Maria Neves, Premierzy Republiki Zielonego Przylądka (2001–2016)

- Reunion (departament zamorski Francji)
  - Prefekt –
    1. Pierre-Henry Maccioni, Prefekci Reunionu (2006–2010)
    2. Michel Lalande, Prefekci Reunionu (2010–2012)

  - Przewodniczący Rady Generalnej – Nassimah Dindar, Przewodniczący Rady Generalnej Reunionu (2004–2015)
  - Przewodniczący Rady Regionalnej –
    1. Paul Vergès, Przewodniczący Rady Regionalnej Reunionu (1998–2010)
    2. Didier Robert, Przewodniczący Rady Regionalnej Reunionu (od 2010)

- Rwanda
  - Prezydent – Paul Kagame, Prezydenci Rwandy (od 2000)
  - Premier – Bernard Makuza, Premierzy Rwandy (2000–2011)

- Senegal
  - Prezydent – Abdoulaye Wade, Prezydenci Senegalu (2000–2012)
  - Premier – Souleymane Ndéné Ndiaye, Premierzy Senegalu (2009–2012)

- Seszele
  - Prezydent – James Michel, Prezydenci Seszeli (2004–2016)

- Sierra Leone
  - Prezydent – Ernest Bai Koroma, Prezydenci Sierra Leone (2007–2018)

- Somalia
  - Prezydent – Sharif Sheikh Ahmed, Prezydenci Somalii (2009–2012)
  - Premier –
    1. Omar Abdirashid Ali Sharmarke, Premierzy Somalii (2009–2010)
    2. Abdiwahid Gonjeh, P.o. premiera Somalii (2010)
    3. Mohamed Abdullahi Mohamed, Premierzy Somalii (2010–2011)

  -  Somaliland (państwo nieuznawane)
    - Prezydent –
      1. Daahir Rayaale Kaahin, Prezydenci Somalilandu (2002–2010)
      2. Ahmed M. Mahamoud Silanyo, Prezydenci Somalilandu (2010–2017)

  -  Puntland (autonomiczna część Somalii)
    - Prezydent – Abdirahman Mohamud Farole, Prezydenci Puntlandu (2009–2014)

  -  Galmudug (autonomiczna część Somalii)
    - Prezydent – Mohamed Ahmed Alin, Prezydenci Galmudugu (2009–2012)

- Suazi
  - Król – Mswati III, Królowie Suazi (od 1986)
  - Premier – Barnabas Sibusiso Dlamini, Premierzy Suazi (od 2008)

- Sudan
  - Prezydent – Umar al-Baszir, Prezydenci Sudanu (od 1989)

- Tanzania
  - President – Jakaya Kikwete, Prezydenci Tanzanii (2005–2015)
  - Premier – Mizengo Pinda, Premierzy Tanzanii (2008–2015)

- Togo
  - Prezydent – Faure Gnassingbé, Prezydenci Togo (od 2005)
  - Premier – Gilbert Houngbo, Premierzy Togo (2008–2012)

- Tunezja
  - Prezydent – Zajn al-Abidin ibn Ali, prezydenci Tunezji (1987–2011)
  - Premier – Mohamed Ghannouchi, Premierzy Tunezji (1999–2011)

- Uganda
  - Prezydent – Yoweri Museveni, Prezydenci Ugandy (od 1986)
  - Premier – Apolo Nsibambi, Premierzy Ugandy (1999–2011)

- Wybrzeże Kości Słoniowej
  - Prezydent –
    1. Laurent Gbagbo, Prezydenci Wybrzeża Kości Słoniowej (2000–2011, okres dwuwładzy 2010–2011)
    2. Alassane Ouattara, Prezydenci Wybrzeża Kości Słoniowej (od 2010)

  - Premier –
    - Guillaume Soro, Premierzy Wybrzeża Kości Słoniowej (2007–2012)
    - Gilbert Marie N’gbo Aké, Premierzy Wybrzeża Kości Słoniowej (okres dwuwładzy 2010–2011)

- Wyspa Świętej Heleny, Wyspa Wniebowstąpienia i Tristan da Cunha (terytorium zamorskie Wielkiej Brytanii)
  - Gubernator – Andrew Gurr, Gubernatorzy Wyspy Świętej Heleny, Wyspy Wniebowstąpienia i Tristan da Cunha (2007–2011)

- Wyspy Świętego Tomasza i Książęca
  - Prezydent – Fradique de Menezes, Prezydenci Wysp Świętego Tomasza i Książęcej (2003–2011)
  - Premier –
    1. Joaquim Rafael Branco, Premierzy Wysp Świętego Tomasza i Książęcej (2008–2010)
    2. Patrice Trovoada, Premierzy Wysp Świętego Tomasza i Książęcej (2010–2012)

- Zambia
  - Prezydent – Rupiah Banda, Prezydenci Zambii (2008–2011)

- Zimbabwe
  - Prezydent – Robert Mugabe, Prezydenci Zimbabwe (1987–2017)
  - Premier – Morgan Tsvangirai, Premierzy Zimbabwe (2009–2013)

## Azja
- Afganistan
  - Prezydent – Hamid Karzaj, Prezydenci Afganistanu (2001–2014)

- Akrotiri (brytyjska suwerenna baza wojskowa w południowej części Cypru)
  - Administrator –
    1. Jamie Gordon, Administratorzy Akrotiri i Dhekelii (2008–2010)
    2. Graham Stacey, Administratorzy Akrotiri i Dhekelii (2010–2013)

- Arabia Saudyjska
  - Król – Abd Allah ibn Abd al-Aziz as-Saud, Królowie Arabii Saudyjskiej (2005–2015)

- Armenia
  - Prezydent – Serż Sarkisjan, Prezydenci Armenii (2008–2018)
  - Premier – Tigran Sarkisjan, Premierzy Armenii (2008–2014)

- Azerbejdżan
  - Prezydent – İlham Əliyev, Prezydenci Azerbejdżanu (od 2003)
  - Premier – Artur Rasizadə, Premierzy Azerbejdżanu (2003–2018)
  -  Górski Karabach (państwo nieuznawane)
    - Prezydent – Bako Sahakian, Prezydenci Górskiego Karabachu (od 2007)
    - Premier – Arajik Harutiunian, Premierzy Górskiego Karabachu (od 2007)

- Bahrajn
  - Król – Hamad ibn Isa Al Chalifa, Królowie Bahrajnu (od 1999)
  - Premier – Chalifa ibn Salman Al Chalifa, premier Bahrajnu (od 1971)

- Bangladesz
  - Prezydent – Zillur Rahman, Prezydenci Bangladeszu (2009–2013)
  - Premier – Sheikh Hasina Wajed, Premierzy Bangladeszu (od 2009)

- Bhutan
  - Król – Jigme Khesar Namgyel Wangchuck, Królowie Bhutanu (od 2006)
  - Premier – Lyonpo Jigme Thinley, Premierzy Bhutanu (2008–2013)

- Brunei
  - Sułtan – Hassanal Bolkiah, Sułtani Brunei (od 1967)

- Chiny
  - Sekretarz generalny KPCh – Hu Jintao, Sekretarze Generalni Komunistycznej Partii Chin (2002–2012)
  - Przewodniczący ChRL – Hu Jintao, Przewodniczący Chińskiej Republiki Ludowej (2003–2013)
  - Premier – Wen Jiabao, Premierzy Chińskiej Republiki Ludowej (2003–2013)
  - Przewodniczący CKW KC KPCh – Hu Jintao, Przew. Centralnej Komisji Wojskowej Komitetu Centralnego KPCh (2004–2012)

- Cypr
  - Prezydent – Dimitris Christofias, Prezydenci Cypru (2008–2013)
  -  Cypr Północny (państwo nieuznawane)
    - Prezydent –
      1. Mehmet Ali Talat, Prezydenci Cypru Północnego (2005–2010)
      2. Derviş Eroğlu, Prezydenci Cypru Północnego (2010–2015)

    - Premier –
      1. Derviş Eroğlu, Premierzy Cypru Północnego (2009–2010)
      2. Hüseyin Özgürgün, P.o. premiera Cypru Północnego (2010)
      3. İrsen Küçük, Premierzy Cypru Północnego (2010–2013)

- Dhekelia (brytyjska suwerenna baza wojskowa w południowo-wschodniej części Cypru)
  - Administrator –
    1. Jamie Gordon, Administratorzy Akrotiri i Dhekelii (2008–2010)
    2. Graham Stacey, Administratorzy Akrotiri i Dhekelii (2010–2013)

- Filipiny
  - Prezydent –
    1. Gloria Macapagal-Arroyo, Prezydenci Filipin (2001–2010)
    2. Benigno Aquino, Prezydenci Filipin (2010–2016)

- Gruzja
  - Prezydent – Micheil Saakaszwili, Prezydenci Gruzji (2008–2013)
  - Premier – Nika Gilauri, Premierzy Gruzji (2009–2012)
  -  Abchazja (państwo nieuznawane)
    - Prezydent – Siergiej Bagapsz, Prezydenci Abchazji (2005–2011)
    - Premier –
      1. Aleksandr Ankwab, Premierzy Abchazji (2005–2010)
      2. Siergiej Szamba, Premierzy Abchazji (2010–2011)

  -  Osetia Południowa (państwo nieuznawane)
    - Prezydent – Eduard Kokojty, Prezydenci Osetii Południowej (2001–2011)
    - Premier – Wadim Browcew, Premierzy Osetii Południowej (2009–2012)

- Indie
  - Prezydent – Pratibha Patil, Prezydenci Indii (2007–2012)
  - Premier – Manmohan Singh, Premierzy Indii (2004–2014)

- Indonezja
  - Prezydent – Susilo Bambang Yudhoyono, prezydenci Indonezji (2004–2014)

- Irak
  - Prezydent – Dżalal Talabani, Prezydenci Iraku (2005–2014)
  - Premier – Nuri al-Maliki, Premierzy Iraku (2006–2014)

- Iran
  - Najwyższy przywódca – Ali Chamenei, Najwyżsi przywódcy Iranu (od 1989)
  - Prezydent – Mahmud Ahmadineżad, Prezydenci Iranu (2005–2013)

- Izrael
  - Prezydent – Szimon Peres, Prezydent Izraela (2007–2014)
  - Premier – Binjamin Netanjahu, Premierzy Izraela (2009–2021)
  -  Palestyna (państwo nieuznawane)
    - Prezydent – Mahmud Abbas, Prezydenci Autonomii Palestyńskiej (od 2005)
    - Premier – Salam Fajjad, Premierzy Autonomii Palestyńskiej (2007–2013)
    - Strefa Gazy (rebelia przeciw Palestyńskim Władzom Narodowym)
      - Prezydent – Aziz ad-Duwajk, Prezydenci Autonomii Palestyńskiej (w Strefie Gazy) (2009–2014)
      - Premier – Isma’il Hanijja, Premierzy Autonomii Palestyńskiej (w Strefie Gazy) (2007–2014)

- Japonia
  - Cesarz – Akihito, Cesarze Japonii (1989–2019)
  - Premier –
    1. Yukio Hatoyama, Premierzy Japonii (2009–2010)
    2. Naoto Kan, Premierzy Japonii (2010–2011)

- Jemen
  - Prezydent – Ali Abd Allah Salih, Prezydenci Jemenu (1978–2012)
  - Premier – Ali Muhammad Mudżawar, Premierzy Jemenu (2007–2011)

- Jordania
  - Król – Abdullah II, Królowie Jordanii (od 1999)
  - Premier – Samir Rifai, Premierzy Jordanii (2009–2011)

- Kambodża
  - Król – Norodom Sihamoni, Królowie Kambodży (od 2004)
  - Premier – Hun Sen, Premierzy Kambodży (1985–2023)

- Katar
  - Emir – Hamad ibn Chalifa Al Sani, Emirowie Kataru (1995–2013)
  - Premier – Hamad ibn Dżasim ibn Dżabr Al Sani, Premierzy Kataru (2007–2013)

- Kazachstan
  - Prezydent – Nursułtan Nazarbajew, Prezydenci Kazachstanu (1990–2019)
  - Premier – Karim Masimow, Premierzy Kazachstanu (2007–2012)

- Kirgistan
  - Prezydent –
    1. Kurmanbek Bakijew, Prezydenci Kirgistanu (2005–2010)
    2. Roza Otunbajewa, Prezydenci Kirgistanu (2010–2011)

  - Premier –
    1. Danijar Üsönow, Premierzy Kirgistanu (2009–2010)
    2. Roza Otunbajewa, P.o. premiera Kirgistanu (2010)
    3. Ałmazbek Atambajew, Premierzy Kirgistanu (2010–2011)

- Korea Południowa
  - Prezydent – Lee Myung-bak, Prezydenci Korei Południowej (2008–2013)
  - Premier –
    1. Chung Un-chan, Premierzy Korei Południowej (2009–2010)
    2. Yoon Jeung-hyun, P.o. premiera Korei Południowej (2010)
    3. Kim Hwang-sik, Premierzy Korei Południowej (2010–2013)

- Korea Północna
  - Szef partii komunistycznej – Kim Dzong Il, Sekretarz Generalny Partii Pracy Korei (1997–2011)
  - Głowa państwa – Kim Yong Nam, Przewodniczący Prezydium Najwyższego Zgromadzenia Ludowego KRLD (1998–2019)
  - Premier –
    1. Kim Yŏng Il, Premierzy Korei Północnej (2007–2010)
    2. Ch’oe Yŏng Rim, Premierzy Korei Północnej (2010–2013)

- Kuwejt
  - Emir – Sabah IV al-Ahmad al-Dżabir as-Sabah, Emirowie Kuwejtu (od 2006)
  - Premier – Nasser Muhammad al-Ahmad as-Sabah, Premierzy Kuwejtu (2006–2011)

- Laos
  - Szef partii komunistycznej – Choummaly Sayasone, Sekretarze Generalni Laotańskiej Partii Ludowo-Rewolucyjnej (2006–2016)
  - Prezydent – Choummaly Sayasone, Prezydenci Laosu (2006–2016)
  - Premier –
    1. Bouasone Bouphavanh, Premierzy Laosu (2006–2010)
    2. Thongsing Thammavong, Premierzy Laosu (2010–2016)

- Liban
  - Prezydent – Michel Sulaiman, Prezydenci Libanu (2008–2014)
  - Premier – Saad Hariri, Premierzy Libanu (2009–2011)

- Malediwy
  - Prezydent – Mohamed Nasheed, Prezydenci Malediwów (2008–2012)

- Malezja
  - Monarcha – Tuanku Mizan Zainal Abidin, Yang di-Pertuan Agong Malezji (2006–2011)
  - Premier – Najib Tun Razak, Premierzy Malezji (2009–2018)

- Mjanma
  - Głowa państwa – Than Shwe, Przewodniczący Rady Pokoju i Rozwoju Birmy (1992–2011)

- Mongolia
  - Prezydent – Cachiagijn Elbegdordż, Prezydenci Mongolii (2009–2017)
  - Premier – Süchbaataryn Batbold, Premierzy Mongolii (2009–2012)

- Nepal
  - Prezydent – Ram Baran Yadav, Prezydenci Nepalu (2008–2015)
  - Premier – Madhav Kumar Nepal, Premierzy Nepalu (2009–2011)

- Oman
  - Sułtan – Kabus ibn-Said, Sułtani Omanu (od 1970)

- Pakistan
  - Prezydent – Asif Ali Zardari, Prezydenci Pakistanu (2008–2013)
  - Premier – Yousaf Raza Gilani, Premierzy Pakistanu (2008–2012)

- Singapur
  - Prezydent – S.R. Nathan, Prezydenci Singapuru (1999–2011)
  - Premier – Lee Hsien Loong, Premierzy Singapuru (od 2004)

- Sri Lanka
  - Prezydent – Mahinda Rajapaksa, Prezydenci Sri Lanki (2005–2015)
  - Premier –
    1. Ratnasiri Wickremanayake, Premierzy Sri Lanki (2005–2010)
    2. D.M. Jayaratne, Premierzy Sri Lanki (2010–2015)

- Syria
  - Prezydent – Baszszar al-Asad, Prezydenci Syrii (od 2000)
  - Premier – Muhammad Nadżi al-Utri, Premierzy Syrii (2003–2011)

- Tadżykistan
  - Prezydent – Emomali Rahmon, Prezydenci Tadżykistanu (od 1992)
  - Premier – Okil Okilow, Premierzy Tadżykistanu (1999–2013)

- Tajlandia
  - Król – Bhumibol Adulyadej, Królowie Tajlandii (1946–2016)
  - Premier – Abhisit Vejjajiva, Premierzy Tajlandii (2008–2011)

- Tajwan (państwo częściowo uznawane)
  - Prezydent – Ma Ying-jeou, Prezydenci Republiki Chińskiej (2008–2016)
  - Premier – Wu Den-yih, Premierzy Republiki Chińskiej (2009–2012)

- Timor Wschodni
  - Prezydent – José Ramos-Horta, Prezydenci Timoru Wschodniego (2007–2012)
  - Premier – Xanana Gusmão, Premierzy Timoru Wschodniego (2007–2015)

- Turcja
  - Prezydent – Abdullah Gül, prezydenci Turcji (2007–2014)
  - Premier – Recep Tayyip Erdoğan, Premierzy Turcji (2003–2014)

- Turkmenistan
  - Prezydent – Gurbanguly Berdimuhamedow, Prezydenci Turkmenistanu (2006–2022)

- Uzbekistan
  - Prezydent – Islom Karimov, Prezydenci Uzbekistanu (1990–2016)
  - Premier – Shavkat Mirziyoyev, Premierzy Uzbekistanu (2003–2016)

- Wietnam
  - Szef partii komunistycznej – Nông Đức Mạnh, Sekretarze Generalni Komunistycznej Partii Wietnamu (2001–2011)
  - Prezydent – Nguyễn Minh Triết, Prezydenci Wietnamu (2006–2011)
  - Premier – Nguyễn Tấn Dũng, Premierzy Wietnamu (2006–2016)

- Zjednoczone Emiraty Arabskie
  - Prezydent – Chalifa ibn Zajid Al Nahajjan, Prezydenci Zjednoczonych Emiratów Arabskich (od 2004)
  - Premier – Muhammad ibn Raszid al-Maktum, Premierzy Zjednoczonych Emiratów Arabskich (od 2006)

## Europa
- Albania
  - Prezydent – Bamir Topi, Prezydenci Albanii (2007–2012)
  - Premier – Sali Berisha, Premierzy Albanii (2005–2013)

- Andora
  - Monarchowie
    - Współksiążę francuski – Nicolas Sarkozy, Współksiążę francuski Andory (2007–2012)
      - Przedstawiciel – Christian Frémont (2008–2012)

    - Współksiążę episkopalny – Joan Enric Vives Sicília, Współksiążę episkopalny Andory (od 2003)
      - Przedstawiciel – Nemesi Marqués Oste (1993–2012)

  - Premier – Jaume Bartumeu, Premierzy Andory (2009–2011)

- Austria
  - Prezydent – Heinz Fischer, Prezydenci Austrii (2004–2016)
  - Kanclerz – Werner Faymann, Kanclerze Austrii (2008–2016)

- Belgia
  - Król – Albert II, Królowie Belgów (1993–2013)
  - Premier – Yves Leterme, Premierzy Belgii (2009–2011)

- Białoruś
  - Prezydent – Alaksandr Łukaszenka, Prezydenci Białorusi (od 1994)
  - Premier –
    1. Siarhiej Sidorski, Premierzy Białorusi (2003–2010)
    2. Michaił Miasnikowicz, Premierzy Białorusi (2010–2014)

- Bośnia i Hercegowina
  - Głowa państwa – Prezydium Republiki Bośni i Hercegowiny
    - przedstawiciel Serbów – Nebojša Radmanović (2006–2014), Przewodniczący Prezydium Republiki Bośni i Hercegowiny (2010–2011)
    - przedstawiciel Chorwatów – Željko Komšić (2006–2014) Przewodniczący Prezydium Republiki Bośni i Hercegowiny (2009–2010)
    - przedstawiciel Boszniaków –
      1. Haris Silajdžić (2006–2010) Przewodniczący Prezydium Republiki Bośni i Hercegowiny (2010)
      2. Bakir Izetbegović (2010–2018)

  - Premier – Nikola Špirić, Premierzy Bośni i Hercegowiny (2007–2012)
  - Wysoki Przedstawiciel – Valentin Inzko, Wysoki Przedstawiciel dla Bośni i Hercegowiny (od 2009)

- Bułgaria
  - Prezydent – Georgi Pyrwanow, Prezydenci Bułgarii (2002–2012)
  - Premier – Bojko Borisow, Premierzy Bułgarii (2009–2013)

- Chorwacja
  - Prezydent –
    1. Stjepan Mesić, Prezydenci Chorwacji (2000–2010)
    2. Ivo Josipović, Prezydenci Chorwacji (2010–2015)

  - Premier – Jadranka Kosor, Premierzy Chorwacji (2009–2011)

- Czarnogóra
  - Prezydent – Filip Vujanović, Prezydenci Czarnogóry (od 2003)
  - Premier –
    1. Milo Đukanović, Premierzy Czarnogóry (2008–2010)
    2. Igor Lukšić, Premierzy Czarnogóry (2010–2012)

- Czechy
  - Prezydent – Václav Klaus, Prezydenci Czech (2003–2013)
  - Premier –
    1. Jan Fischer, Premierzy Czech (2009–2010)
    2. Petr Nečas, Premierzy Czech (2010–2013)

- Dania
  - Król – Małgorzata II, Królowie Danii (1972–2024)
  - Premier – Lars Løkke Rasmussen, Premierzy Danii (2009–2011)
  -  Wyspy Owcze (Autonomiczne terytorium Królestwa Danii)
    - Królewski administrator Dan Michael Knudsen, Królewscy administratorzy Wysp Owczych (od 2008)
    - Premier Kaj Leo Johannesen, Premierzy Wysp Owczych (2008–2015)

- Estonia
  - Prezydent – Toomas Hendrik Ilves, Prezydenci Estonii (2006–2016)
  - Premier – Andrus Ansip, Premierzy Estonii (2005–2014)

- Finlandia
  - Prezydent – Tarja Halonen, Prezydenci Finlandii (2000–2012)
  - Premier –
    1. Matti Vanhanen, Premierzy Finlandii (2003–2010)
    2. Mari Kiviniemi, Premierzy Finlandii (2010–2011)

- Francja
  - Prezydent – Nicolas Sarkozy, prezydenci Francji (2007–2012)
  - Premier – François Fillon, Premierzy Francji (2007–2012)

- Grecja
  - Prezydent – Karolos Papulias, Prezydenci Grecji (2005–2015)
  - Premier – Jeorios Andreas Papandreu, Premierzy Grecji (2009–2011)

- Hiszpania
  - Król – Jan Karol I, Królowie Hiszpanii (1975–2014)
  - Premier – José Luis Rodríguez Zapatero, Premierzy Hiszpanii (2004–2011)

- Holandia
  - Król – Beatrycze, Królowie Niderlandów (1980–2013)
  - Premier –
    1. Jan Peter Balkenende, Premierzy Holandii (2002–2010)
    2. Mark Rutte, Premierzy Holandii (2010–2024)

- Irlandia
  - Prezydent –
    1. Mary McAleese, Prezydenci Irlandii (1997–2011)

  - Premier – Brian Cowen, Premierzy Irlandii (2008–2011)

- Islandia
  - Prezydent – Ólafur Ragnar Grímsson, Prezydenci Islandii (1996–2016)
  - Premier – Jóhanna Sigurðardóttir, Premierzy Islandii (2009–2013)

- Liechtenstein
  - Książę – Jan Adam II, Książęta Liechtensteinu (od 1989)
  - Regent – Alojzy (od 2004)
  - Premier – Klaus Tschütscher, Premierzy Liechtensteinu (2009–2013)

- Litwa
  - Prezydent – Dalia Grybauskaitė, Prezydenci Litwy (2009–2019)
  - Premier – Andrius Kubilius, Premierzy Litwy (2008–2012)

- Luksemburg
  - Wielki książę – Henryk, Wielcy książęta Luksemburga (od 2000)
  - Premier – Jean-Claude Juncker, Premierzy Luksemburga (1995–2013)

- Łotwa
  - Prezydent – Valdis Zatlers, Prezydenci Łotwy (2007–2011)
  - Premier – Valdis Dombrovskis, Premierzy Łotwy (2009–2014)

- Macedonia
  - Prezydent – Ǵorge Iwanow, Prezydenci Macedonii (2009–2019)
  - Premier – Nikoła Gruewski, Premierzy Macedonii (2006–2016)

- Malta
  - Prezydent – George Abela, Prezydenci Malty (2009–2014)
  - Premier – Lawrence Gonzi, Premierzy Malty (2004–2013)

- Mołdawia
  - Prezydent –
    1. Mihai Ghimpu, P.o. prezydenta Mołdawii (2009–2010)
    2. Marian Lupu, P.o. prezydenta Mołdawii (2010–2012)

  - Premier – Vlad Filat, Premierzy Mołdawii (2009–2013)
  -  Naddniestrze (państwo nieuznawane)
    - Prezydent – Igor Smirnow, Prezydenci Naddniestrza (1991–2011)

- Monako
  - Książę – Albert II, Książęta Monako (od 2005)
  - Minister stanu –
    1. Jean-Paul Proust, Ministrowie stanu Monako (2005–2010)
    2. Michel Roger, Ministrowie stanu Monako (2010–2016)

- Niemcy
  - Prezydent –
    1. Horst Köhler, prezydenci Niemiec (2004–2010)
    2. Jens Böhrnsen, P.o. prezydenta Niemiec (2010)
    3. Christian Wulff, prezydenci Niemiec (2010–2012)

  - Kanclerz – Angela Merkel, Kanclerze Niemiec (2005–2021)

- Norwegia
  - Król – Harald V, Władcy Norwegii (od 1991)
  - Premier – Jens Stoltenberg, Królowie Norwegii (2005–2013)

- Polska
  - Prezydent –
    1. Lech Kaczyński, prezydenci Polski (2005–2010)
    2. Bronisław Komorowski, P.o. prezydenta Polski (2010)
    3. Bogdan Borusewicz, P.o. prezydenta Polski (2010)
    4. Grzegorz Schetyna, P.o. prezydenta Polski (2010)
    5. Bronisław Komorowski, prezydenci Polski (2010–2015)

  - Premier – Donald Tusk, Premierzy Polski (2007–2014)

- Portugalia
  - Prezydent – Aníbal Cavaco Silva, prezydenci Portugalii (2006–2016)
  - Premier – José Sócrates, Premierzy Portugalii (2005–2011)

- Rosja
  - Prezydent – Dmitrij Miedwiediew, Prezydenci Rosji (2008–2012)
  - Premier – Władimir Putin, Premierzy Rosji (2008–2012)

- Rumunia
  - Prezydent – Traian Băsescu, Prezydenci Rumunii (2004–2014)
  - Premier – Emil Boc, Premierzy Rumunii (2008–2012)

- San Marino
  - Kapitanowie regenci –
    1. Francesco Mussoni i Stefano Palmieri, Kapitanowie regenci San Marino (2009–2010)
    2. Marco Conti i Glauco Sansovini, Kapitanowie regenci San Marino (2010)
    3. Giovanni Francesco Ugolini i Andrea Zafferani, Kapitanowie regenci San Marino (2010–2011)

  - Szef rządu – Antonella Mularoni, Sekretarze Stanu do spraw Politycznych i Zagranicznych San Marino (2008–2012)

- Serbia
  - Prezydent – Boris Tadić, Prezydenci Serbii (2004–2012)
  - Premier – Mirko Cvetković, Premierzy Serbii (2008–2012)
  -  Kosowo (państwo częściowo uznawane pod zarządem ONZ)
    - Prezydent –
      1. Fatmir Sejdiu, Prezydenci Kosowa (2006–2010)
      2. Jakup Krasniqi, P.o. prezydenta Kosowa (2010–2011)

    - Premier – Hashim Thaçi, Premierzy Kosowa (2008–2014)
    - Specjalny Przedstawiciel – Lamberto Zannier, Specjalni Przedstawiciele Sekretarza Generalnego ONZ w Kosowie (2008–2011)

- Słowacja
  - Prezydent – Ivan Gašparovič, Prezydenci Słowacji (2004–2014)
  - Premier –
    1. Robert Fico, Premierzy Słowacji (2006–2010)
    2. Iveta Radičová, Premierzy Słowacji (2010–2012)

- Słowenia
  - Prezydent – Danilo Türk, Prezydenci Słowenii (2007–2012)
  - Premier – Borut Pahor, Premierzy Słowenii (2008–2012)

- Szwajcaria
  - Rada Związkowa: Doris Leuthard (od 2006, prezydent), Moritz Leuenberger (1995–2010), Micheline Calmy-Rey (2002–2011), Hans-Rudolf Merz (2003–2010), Eveline Widmer-Schlumpf (2008–2015), Ueli Maurer (od 2009), Didier Burkhalter (od 2009), Johann Schneider-Ammann (od 2010), Simonetta Sommaruga (od 2010)

- Szwecja
  - Król – Karol XVI Gustaw, Królowie Szwecji (od 1973)
  - Premier – Fredrik Reinfeldt, Premierzy Szwecji (2006–2014)

- Ukraina
  - Prezydent –
    1. Wiktor Juszczenko, prezydenci Ukrainy (2005–2010)
    2. Wiktor Janukowycz, prezydenci Ukrainy (2010–2014)

  - Premier –
    1. Julia Tymoszenko, Premierzy Ukrainy (2007–2010)
    2. Ołeksandr Turczynow, P.o. premiera Ukrainy (2010)
    3. Mykoła Azarow, Premierzy Ukrainy (2010–2014)

- Unia Europejska
  - Prezydencja Rady Unii Europejskiej –
    1. Hiszpania (I – VI 2010)
    2. Belgia (VII – XII 2010)

  - Przewodniczący Rady Europejskiej – Herman Van Rompuy (2009–2014)
  - Przewodniczący Komisji Europejskiej – José Manuel Durão Barroso (2004–2014)
  - Przewodniczący Parlamentu Europejskiego – Jerzy Buzek (2009–2012)
  - Wysoki przedstawiciel Unii do spraw zagranicznych i polityki bezpieczeństwa – Catherine Ashton (2009–2014)

- Watykan
  - Papież – Benedykt XVI, Suwerenny Władca Państwa Watykańskiego (2005–2013)
  - Prezydent Gubernatoratu – Giovanni Lajolo, Prezydenci Papieskiej Komisji Państwa Watykańskiego (2006–2011)
  - Stolica Apostolska
    - Sekretarz stanu – Tarcisio Bertone, Sekretarze stanu Stolicy Apostolskiej (2006–2013)

- Węgry
  - Prezydent –
    1. László Sólyom, Prezydent Węgier (2005–2010)
    2. Pál Schmitt, Prezydent Węgier (2010–2012)

  - Premier –
    1. Gordon Bajnai, Premierzy Węgier (2009–2010)
    2. Viktor Orbán, Premierzy Węgier (od 2010)

- Wielka Brytania
  - Król – Elżbieta II, Królowie Zjednoczonego Królestwa (od 1952)
  - Premier –
    1. Gordon Brown, Premierzy Wielkiej Brytanii (2007–2010)
    2. David Cameron, Premierzy Wielkiej Brytanii (2010–2016)

  -  Wyspa Man (Dependencja korony brytyjskiej)
    - Gubernator porucznik – Paul Haddacks, Gubernatorzy porucznicy Wyspy Man (2005–2011)
    - Szef ministrów – James Anthony Brown, Premierzy Wyspy Man (2006–2011)

  -  Guernsey (Dependencja korony brytyjskiej)
    - Gubernator porucznik – Fabian Malbon, Gubernatorzy porucznicy Guernsey (2005–2011)
    - Baliw – Geoffrey Rowland, Baliwowie Guernsey (2005–2012)
    - Szef ministrów – Lyndon Trott, Szefowie ministrów Guernsey (2008–2012)

  -  Jersey (Dependencja korony brytyjskiej)
    - Gubernator porucznik – Andrew Ridgway, Gubernatorzy porucznicy Jersey (2006–2011)
    - Baliw – Michael Birt, Baliwowie Jersey (2009–2015)
    - Szef ministrów – Terry Le Sueur, Szefowie ministrów Jersey (2008–2011)

  -  Gibraltar (terytorium zamorskie Wielkiej Brytanii)
    - Gubernator – Adrian Johns, Gubernatorzy Gibraltaru (2009–2013)
    - Szef ministrów – Peter Caruana, Szefowie ministrów Gibraltaru (1996–2011)

- Włochy
  - Prezydent – Giorgio Napolitano, Prezydenci Włoch (2006–2015)
  - Premier – Silvio Berlusconi, Premierzy Włoch (2008–2011)

## Ameryka Północna
- Anguilla (terytorium zamorskie Wielkiej Brytanii)
  - Gubernator – Alistair Harrison, Gubernatorzy Anguilli (2009–2013)
  - Szef ministrów –
    1. Osbourne Fleming, Szefowie ministrów Anguilli (2000–2010)
    2. Hubert Hughes, Szefowie ministrów Anguilli (2010–2015)

- Antigua i Barbuda
  - Król – Elżbieta II, Królowie Antigui i Barbudy (od 1981)
  - Gubernator generalny – Louise Lake-Tack, Gubernatorzy generalni Antigui i Barbudy (2007–2014)
  - Premier – Baldwin Spencer, Premierzy Antigui i Barbudy (2004–2014)

- Antyle Holenderskie (samorządny kraj członkowski Królestwa Niderlandów)
  - 10 października 2010 podział na 5 odrębnych terytoriów: Bonaire, Curaçao, Saba, Sint Eustatius, Sint Maarten
  - Gubernator – Frits Goedgedrag, Gubernatorzy Antyli Holenderskich (2002–2010)
  - Premier – Emily de Jongh-Elhage, Premierzy Antyli Holenderskich (2006–2010)

- Aruba (samorządny kraj członkowski Królestwa Niderlandów)
  - Gubernator – Fredis Refunjol, Gubernatorzy Aruby (2004–2016)
  - Premier – Mike Eman, Premierzy Aruby (2009–2017)

- Bahamy
  - Król – Elżbieta II, Królowie Bahamów (od 1973)
  - Gubernator generalny –
    1. Arthur Dion Hanna, Gubernatorzy generalni Bahamów (2006–2010)
    2. Arthur Foulkes, Gubernatorzy generalni Bahamów (2010–2014)

  - Premier – Hubert Ingraham, Premierzy Bahamów (2007–2012)

- Barbados
  - Król – Elżbieta II, Królowie Barbadosu (1966–2021)
  - Gubernator generalny – Clifford Husbands, Gubernatorzy generalni Barbadosu (1996–2011)
  - Premier –
    1. David Thompson, Premierzy Barbadosu (2008–2010)
    2. Freundel Stuart, Premierzy Barbadosu (2010–2018)

- Belize
  - Król – Elżbieta II, Królowie Belize (od 1981)
  - Gubernator generalny – Colville Young, Gubernatorzy generalni Belize (1993–2021)
  - Premier – Dean Barrow, Premierzy Belize (2008–2020)

- Bermudy (terytorium zamorskie Wielkiej Brytanii)
  - Gubernator – Richard Gozney, Gubernatorzy Bermudów (2007–2012)
  - Premier –
    1. Ewart Brown, Premierzy Bermudów (2006–2010)
    2. Paula Cox, Premierzy Bermudów (2010–2012)

- Brytyjskie Wyspy Dziewicze (terytorium zamorskie Wielkiej Brytanii)
  - Gubernator –
    1. David Pearey, Gubernatorzy Brytyjskich Wysp Dziewiczych (2006–2010)
    2. Inez Archibald, P.o. gubernatora Brytyjskich Wysp Dziewiczych (2010)
    3. William Boyd McCleary, Gubernatorzy Brytyjskich Wysp Dziewiczych (2010–2014)

  - Premier – Ralph T. O’Neal, Premierzy Brytyjskich Wysp Dziewiczych (2007–2011)

- Curaçao (samorządny kraj członkowski Królestwa Niderlandów) od 10 października 2010
  - Gubernator – Frits Goedgedrag, Gubernatorzy Curaçao (2010–2012)
  - Premier – Gerrit Schotte, Premierzy Curaçao (2010–2012)

- Dominika
  - Prezydent – Nicholas Liverpool, Prezydenci Dominiki (2003–2012)
  - Premier – Roosevelt Skerrit, Premierzy Dominiki (od 2004)

- Dominikana
  - Prezydent – Leonel Fernández, Prezydenci Dominikany (2004–2012)

- Grenada
  - Król – Elżbieta II, Królowie Grenady (od 1974)
  - Gubernator generalny – Carlyle Glean, Gubernatorzy generalni Grenady (2008–2013)
  - Premier – Tillman Thomas, Premierzy Grenady (2008–2013)

- Grenlandia (autonomiczne terytorium Królestwa Danii)
  - Wysoki komisarz – Søren Hald Møller, Wysocy komisarze Grenlandii (2005–2011)
  - Premier – Kuupik Kleist, Premierzy Grenlandii (2009–2013)

- Gwadelupa (departament zamorski Francji)
  - Prefekt – Jean-Luc Fabre, Prefekci Gwadelupy (2009–2011)
  - Przewodniczący Rady Generalnej – Jacques Gillot, Przewodniczący Rady Generalnej Gwadelupy (2001–2015)
  - Przewodniczący Rady Regionalnej – Victorin Lurel, Przewodniczący Rady Regionalnej Gwadelupy (2004–2012)

- Gwatemala
  - Prezydent – Álvaro Colom, Prezydenci Gwatemali (2008–2012)

- Haiti
  - Prezydent – René Préval, Prezydenci Haiti (2006–2011)
  - Premier – Jean-Max Bellerive, Premierzy Haiti (2009–2011)

- Honduras
  - Prezydent –
    1. Roberto Micheletti, P.o. prezydenta Hondurasu (2009–2010)
    2. Porfirio Lobo Sosa, Prezydenci Hondurasu (od 2010)

- Jamajka
  - Król – Elżbieta II, Królowie Jamajki (od 1962)
  - Gubernator generalny – Patrick Linton Allen, Gubernatorzy generalni Jamajki (od 2009)
  - Premier – Bruce Golding, Premierzy Jamajki (2007–2011)

- Kanada
  - Król – Elżbieta II, Królowie Kanady (od 1952)
  - Gubernator generalny –
    1. Michaëlle Jean, Gubernatorzy generalni Kanady (2005–2010)
    2. David Lloyd Johnston, Gubernatorzy generalni Kanady (2010–2017)

  - Premier – Stephen Harper, Premierzy Kanady (2006–2015)

- Kajmany (terytorium zamorskie Wielkiej Brytanii)
  - Gubernator –
    1. Donovan Ebanks, P.o. gubernatora Kajmanów (2009–2010)
    2. Duncan Taylor, Gubernatorzy Kajmanów (2010–2013)

  - Premier – McKeeva Bush, Premierzy Kajmanów (2009–2012)

- Kostaryka
  - Prezydent –
    1. Óscar Arias Sánchez, Prezydenci Kostaryki (2006–2010)
    2. Laura Chinchilla, Prezydenci Kostaryki (2010–2014)

- Kuba
  - Szef partii komunistycznej – Fidel Castro, Pierwszy sekretarz Komunistycznej Partii Kuby (1965–2011)
  - Przewodniczący Rady Państwa – Raúl Castro, Przewodniczący Rady Państwa Republiki Kuby (od 2008)
  - Premier – Raúl Castro, Premierzy Kuby (od 2008)

- Martynika (departament zamorski Francji)
  - Prefekt – Ange Mancini, Prefekci Martyniki (2007–2011)
  - Przewodniczący Rady Generalnej – Claude Lise, Przewodniczący Rady Generalnej Martyniki (1992–2011)
  - Przewodniczący Rady Regionalnej –
    1. Alfred Marie-Jeanne, Przewodniczący Rady Regionalnej Martyniki (1998–2010)
    2. Serge Letchimy, Przewodniczący Rady Regionalnej Martyniki (2010–2015)

- Meksyk
  - Prezydent – Felipe Calderón, Prezydenci Meksyku (2006–2012)

- Montserrat (terytorium zamorskie Wielkiej Brytanii)
  - Gubernator – Peter Andrew Waterworth, Gubernatorzy Montserratu (2007–2011)
  - Szef ministrów – Reuben Meade, Szefowie ministrów Montserratu (2009–2014)

- Nikaragua
  - Prezydent – Daniel Ortega, Prezydenci Nikaragui (od 2007)

- Panama
  - Prezydent – Ricardo Martinelli, Prezydenci Panamy (2009–2014)

- Saint-Barthélemy (wspólnota zamorska Francji)
  - Prefekt – Jacques Simonnet, Prefekci Saint Barthélemy (2009–2011)
  - Przewodniczący Rady Terytorialnej – Bruno Magras, Przewodniczący Rady Terytorialnej Saint Barthélemy (od 2007)

- Saint Kitts i Nevis
  - Król – Elżbieta II, Królowie Saint Kitts i Nevis (od 1983)
  - Gubernator generalny – Cuthbert Sebastian, Gubernatorzy generalni Saint Kitts i Nevis (1996–2013)
  - Premier – Denzil Douglas, Premierzy Saint Kitts i Nevis (1995–2015)

- Saint Lucia
  - Król – Elżbieta II, Królowie Saint Lucia (od 1979)
  - Gubernator generalny – Pearlette Louisy, Gubernatorzy generalni Saint Lucia (1997–2017)
  - Premier – Stephenson King, Premierzy Saint Lucia (2007–2011)

- Saint-Martin (wspólnota zamorska Francji)
  - Prefekt – Jacques Simonnet, Prefekci Saint-Martin (2009–2011)
  - Przewodniczący Rady Terytorialnej – Frantz Gumbs, Przewodniczący Rady Terytorialnej Saint-Martin (2009–2012)

- Saint-Pierre i Miquelon (wspólnota zamorska Francji)
  - Prefekt – Jean-Régis Borius, Prefekci Saint-Pierre i Miquelon (2009–2011)
  - Przewodniczący Rady Terytorialnej – Stéphane Artano, Przewodniczący Rady Terytorialnej Saint-Pierre i Miquelon (od 2006)

- Saint Vincent i Grenadyny
  - Król – Elżbieta II, Królowie Saint Vincent i Grenadyn (od 1979)
  - Gubernator generalny – Frederick Ballantyne, Gubernatorzy generalni Saint Vincent i Grenadyn (od 2002)
  - Premier – Ralph Gonsalves, Premierzy Saint Vincent i Grenadyn (od 2001)

- Salwador
  - Prezydent – Mauricio Funes, Prezydenci Salwadoru (2009–2014)

- Sint Maarten (samorządny kraj członkowski Królestwa Niderlandów) od 10 października 2010
  - Gubernator – Eugene Holiday, Gubernatorzy Sint Maarten (od 2010)
  - Premier – Sarah Wescot-Williams, Premierzy Sint Maarten (2010–2014)

- Stany Zjednoczone
  - Prezydent – Barack Obama, Prezydenci Stanów Zjednoczonych (2009–2017)
  -  Portoryko (Terytorium zorganizowane o statusie wspólnoty Stanów Zjednoczonych Ameryki)
    - Gubernator – Luis Fortuño, Gubernatorzy Portoryko (2009–2013)

  -  Wyspy Dziewicze Stanów Zjednoczonych (Nieinkorporowane terytorium zorganizowane Stanów Zjednoczonych Ameryki)
    - Gubernator – John de Jongh, Gubernatorzy Wysp Dziewiczych Stanów Zjednoczonych (2007–2015)

- Trynidad i Tobago
  - Prezydent – George Maxwell Richards, Prezydenci Trynidadu i Tobago (2003–2013)
  - Premier –
    1. Patrick Manning, Premierzy Trynidadu i Tobago (2001–2010)
    2. Kamla Persad-Bissessar, Premierzy Trynidadu i Tobago (2010–2015)

- Turks i Caicos (terytorium zamorskie Wielkiej Brytanii)
  - Gubernator – Gordon Wetherell, Gubernatorzy Turks i Caicos (2008–2011)

## Ameryka Południowa
- Argentyna
  - Prezydent – Cristina Fernández de Kirchner, prezydenci Argentyny (2007–2015)

- Boliwia
  - Prezydent – Evo Morales, Prezydenci Boliwii (2006–2019)

- Brazylia
  - Prezydent – Luiz Inácio Lula da Silva, Prezydenci Brazylii (2003–2011)

- Chile
  - Prezydent –
    1. Michelle Bachelet, Prezydenci Chile (2006–2010)
    2. Sebastián Piñera, Prezydenci Chile (2010–2014)

- Ekwador
  - Prezydent – Rafael Correa, Prezydenci Ekwadoru (2007–2017)

- Falklandy (terytorium zamorskie Wielkiej Brytanii)
  - Gubernator –
    1. Alan Huckle, Gubernatorzy Falklandów (2006–2010)
    2. Nigel Haywood, Gubernatorzy Falklandów (2010–2014)

  - Szef Rady Wykonawczej – Tim Thorogood, Szefowie Rady Wykonawczej Falklandów (2008–2012)

- Georgia Południowa i Sandwich Południowy (terytorium zamorskie Wielkiej Brytanii)
  - Komisarz –
    1. Alan Huckle, Komisarze Georgii Południowej i Sandwicha Południowego (2006–2010)
    2. Nigel Haywood, Komisarze Georgii Południowej i Sandwicha Południowego (2010–2014)

  - Starszy naczelnik – Martin Collins, Starsi naczelnicy Georgii Południowej i Sandwicha Południowego (2009–2012)

- Gujana
  - Prezydent – Bharrat Jagdeo, Prezydenci Gujany (1999–2011)
  - Premier – Samuel Hinds, Premierzy Gujany (1999–2015)

- Gujana Francuska (departament zamorski Francji)
  - Prefekt – Daniel Ferey, Prefekci Gujany Francuskiej (2009–2011)
  - Przewodniczący Rady Generalnej – Alain Tien-Liong, Przewodniczący Rady Generalnej Gujany Francuskiej (2008–2015)
  - Przewodniczący Rady Regionalnej –
    1. Antoine Karam, Przewodniczący Rady Regionalnej Gujany Francuskiej (1992–2010)
    2. Rodolphe Alexandre, Przewodniczący Rady Regionalnej Gujany Francuskiej (2010–2015)

- Kolumbia
  - Prezydent –
    1. Álvaro Uribe, prezydenci Kolumbii (2002–2010)
    2. Juan Manuel Santos, prezydenci Kolumbii (od 2010)

- Paragwaj
  - Prezydent – Fernando Lugo, Prezydenci Paragwaju (2008–2012)

- Peru
  - Prezydent – Alan García Pérez, prezydenci Peru (2006–2011)
  - Premier –
    1. Javier Velásquez, Premierzy Peru (2009–2010)
    2. José Antonio Chang, Premierzy Peru (2010–2011)

- Surinam
  - Prezydent –
    1. Ronald Venetiaan, Prezydenci Surinamu (2000–2010)
    2. Dési Bouterse, Prezydenci Surinamu (od 2010)

- Urugwaj
  - Prezydent –
    1. Tabaré Vázquez, Prezydenci Urugwaju (2005–2010)
    2. José Mujica, Prezydenci Urugwaju (2010–2015)

- Wenezuela
  - Prezydent – Hugo Chávez, Prezydenci Wenezueli (2002–2013)

## Australia i Oceania
- Australia
  - Król – Elżbieta II, Królowie Australii (od 1952)
  - Gubernator generalny – Quentin Bryce, Gubernatorzy generalni Australii (2008–2014)
  - Premier –
    1. Kevin Rudd, Premierzy Australii (2007–2010)
    2. Julia Gillard, Premierzy Australii (2010–2013)

  -  Wyspa Bożego Narodzenia (terytorium zewnętrzne Australii)
    - Administrator – Brian Lacy, Administratorzy Wyspy Bożego Narodzenia (2009–2012)
    - Przewodniczący Rady – Gordon Thomson, Przewodniczący Rady Wyspy Bożego Narodzenia (2003–2011)

  -  Wyspy Kokosowe (terytorium zewnętrzne Australii)
    - Administrator – Brian Lacy, Administratorzy Wysp Kokosowych (2009–2012)
    - Przewodniczący Rady – Balmut Pirus, Przewodniczący Rady Wysp Kokosowych (2009–2011)

  -  Norfolk (terytorium zewnętrzne Australii)
    - Administrator – Owen Walsh, Administratorzy Norfolku (2007–2012)
    - Szef ministrów –

    1. Andre Nobbs, Szefowie ministrów Norfolku (2007–2010)
    2. David Buffett, Szefowie ministrów Norfolku (2010–2013)

- Fidżi
  - Prezydent – Epeli Nailatikau, Prezydenci Fidżi (2009–2015)
  - Premier – Frank Bainimarama, Premierzy Fidżi (od 2007)

- Guam (nieinkorporowane terytorium zorganizowane Stanów Zjednoczonych Ameryki)
  - Gubernator – Felix Perez Camacho, Gubernatorzy Guamu (2003–2011)

- Kiribati
  - Prezydent – Anote Tong, Prezydenci Kiribati (2003–2016)

- Mariany Północne (nieinkorporowane terytorium zorganizowane Stanów Zjednoczonych Ameryki)
  - Gubernator – Benigno Repeki Fitial, Gubernatorzy Marianów Północnych (2006–2013)

- Mikronezja
  - Prezydent – Manny Mori, Prezydenci Mikronezji (2007–2015)

- Nauru
  - Prezydent – Marcus Stephen, Prezydenci Nauru (2007–2011)

- Nowa Kaledonia (wspólnota sui generis Francji)
  - Wysoki komisarz –
    1. Yves Dassonville, Wysocy Komisarze Nowej Kaledonii (2007–2010)
    2. Thierry Suquet, P.o. wysokiego komisarza Nowej Kaledonii (2010)
    3. Albert Dupuy, Wysocy Komisarze Nowej Kaledonii (2010–2013)

  - Przewodniczący rządu – Philippe Gomès, Przewodniczący rządu Nowej Kaledonii (2009–2011)

- Nowa Zelandia
  - Król – Elżbieta II, Królowie Nowej Zelandii (od 1952)
  - Gubernator generalny – Anand Satyanand, Gubernatorzy generalni Nowej Zelandii (2006–2011)
  - Premier – John Key, Premierzy Nowej Zelandii (2008–2016)
  -  Wyspy Cooka (terytorium stowarzyszone Nowej Zelandii)
    - Wysoki Komisarz –
      1. Nicola Ngawati, P.o. Wysokiego Komisarza Wysp Cooka (2009–2010)
      2. Linda Te Puni, Wysocy Komisarze Wysp Cooka (2010–2011)

    - Przedstawiciel Królowej – Frederick Tutu Goodwin, Przedstawiciele Królowej na Wyspach Cooka (2001–2013)
    - Premier –
      1. Jim Marurai, Premierzy Wysp Cooka (2004–2010)
      2. Henry Puna, Premierzy Wysp Cooka (od 2010)

  -  Niue (terytorium stowarzyszone Nowej Zelandii)
    - Wysoki Komisarz –
      1. Brian Smythe, Wysocy Komisarze Niue (2008–2010)
      2. John Bryan, P.o. wysokiego komisarza Niue (2010)
      3. Tauaasa Taafaki, P.o. wysokiego komisarza Niue (2010)
      4. Mark Blumsky, Wysocy Komisarze Niue (2010–2013)

    - Premier – Toke Talagi, Premierzy Niue (od 2008)

  -  Tokelau (terytorium zależne Nowej Zelandii)
    - Administrator – John Allen, P.o. administratora Tokelau (2009–2011)
    - Szef rządu –
      1. Foua Toloa, Szefowie rządu Tokelau (2009–2010)
      2. Kuresa Nasau, Szefowie rządu Tokelau (2010–2011)

- Palau
  - Prezydent – Johnson Toribiong, Prezydenci Palau (2009–2013)

- Papua-Nowa Gwinea
  - Król – Elżbieta II, Królowie Papui-Nowej Gwinei (od 1975)
  - Gubernator generalny –
    1. Paulias Matane, Gubernatorzy generalni Papui-Nowej Gwinei (2004–2010)
    2. Jeffrey Nape, P.o. gubernatora generalnego Papui-Nowej Gwinei (2010)
    3. Michael Ogio, P.o. gubernatora generalnego Papui-Nowej Gwinei (2010–2017)

  - Premier –
    1. Michael Somare, Premierzy Papui-Nowej Gwinei (2002–2011)
    2. Sam Abal, P.o. premiera Papui-Nowej Gwinei (2010–2011)

- Pitcairn (terytorium zamorskie Wielkiej Brytanii)
  - Gubernator –
    1. George Fergusson, Gubernatorzy Pitcairn (2006–2010)
    2. Mike Cherrett, P.o. gubernatora Pitcairn (2010)
    3. Victoria Treadell, Gubernatorzy Pitcairn (2010–2014)

  - Burmistrz – Mike Warren, Burmistrzowie Pitcairn (2008–2013)

- Polinezja Francuska (wspólnota zamorska Francji)
  - Wysoki Komisarz – Adolphe Colrat, Wysocy komisarze Polinezji Francuskiej (2008–2011)
  - Prezydent – Gaston Tong Sang, Prezydenci Polinezji Francuskiej (2009–2011)

- Samoa
  - Głowa państwa – Tupua Tamasese Tupuola Tufuga Efi, O le Ao o le Malo Samoa (2007–2017)
  - Premier – Tuilaʻepa Sailele Malielegaoi, Premierzy Samoa (1998–2021)

- Samoa Amerykańskie (nieinkorporowane terytorium niezorganizowane Stanów Zjednoczonych Ameryki)
  - Gubernator – Togiola Tulafono, Gubernatorzy Samoa Amerykańskiego (2003–2013)

- Tonga
  - Król – Jerzy Tupou V, Królowie Tonga (2006–2012)
  - Premier –
    1. Feleti Sevele, Premierzy Tonga (2006–2010)
    2. Tu'ivakano, Premierzy Tonga (2010–2014)

- Tuvalu
  - Król – Elżbieta II, Królowie Tuvalu (od 1978)
  - Gubernator generalny –
    1. Filoimea Telito, Gubernatorzy generalni Tuvalu (2005–2010)
    2. Iakoba Italeli, Gubernatorzy generalni Tuvalu (2010–2019)

  - Premier –
    1. Apisai Ielemia, Premierzy Tuvalu (2006–2010)
    2. Maatia Toafa, Premierzy Tuvalu (2010)
    3. Willy Telavi, Premierzy Tuvalu (2010–2013)

- Vanuatu
  - Prezydent – Iolu Abil, Prezydenci Vanuatu (2009–2014)
  - Premier –
    1. Edward Natapei, Premierzy Vanuatu (2008–2010)
    2. Sato Kilman, Premierzy Vanuatu (2010–2011)

- Wallis i Futuna (wspólnota zamorska Francji)
  - Administrator –
    1. Philippe Paolantoni, Administratorzy Wallis i Futuny (2008–2010)
    2. Michel Jeanjean, Administratorzy Wallis i Futuny (2010–2013)

  - Przewodniczący Zgromadzenia Terytorialnego –
    1. Victor Brial, Przewodniczący Zgromadzenia Terytorialnego Wallis i Futuny (2007–2010)
    2. Siliako Lauhea, Przewodniczący Zgromadzenia Terytorialnego Wallis i Futuny (2010–2011)

- Wyspy Marshalla
  - Prezydent – Jurelang Zedkaia, Prezydenci Wysp Marshalla (2009–2012)

- Wyspy Salomona
  - Król – Elżbieta II, Królowie Wysp Salomona (od 1978)
  - Gubernator generalny – Frank Kabui, Gubernatorzy generalni Wysp Salomona (2009–2019)
  - Premier –
    1. Derek Sikua, Premierzy Wysp Salomona (2007–2010)
    2. Danny Philip, Premierzy Wysp Salomona (2010–2011)